# Classifica dei marcatori della Coppa Italia

L'attaccante italiano Alessandro Altobelli è il calciatore più prolifico nella storia della Coppa Italia con 56 gol tra il 1974 e il 1990.

Di seguito vi è la classifica dei 50 giocatori che nella storia della Coppa Italia hanno realizzato più reti.

## Classifica
Elenco aggiornato al 10 agosto 2025 (in grassetto i calciatori disputanti l'edizione attuale).
| Pos. | Naz.                                     | Nome                   | Reti | Pres. | Media | Anni                                                  | Squadre                                                                      |
| ---- | ---------------------------------------- | ---------------------- | ---- | ----- | ----- | ----------------------------------------------------- | ---------------------------------------------------------------------------- |
| 1    | Italia (bandiera)                        | Alessandro Altobelli   | 56   | 94    | 0,60  | 1974-1990                                             | 3 Brescia, 46 Inter, 7 Juventus                                              |
| 2    | Italia (bandiera)                        | Roberto Boninsegna     | 48   | 91    | 0,53  | 1963-1980                                             | 2 Varese, 3 Cagliari, 36 Inter, 6 Juventus, 1 Verona                         |
| 3    | Italia (bandiera)                        | Giuseppe Savoldi       | 47   | 98    | 0,48  | 1965-1980, 1982-1983                                  | 1 Atalanta, 27 Bologna, 19 Napoli                                            |
| 4    | Italia (bandiera)                        | Gianluca Vialli        | 43   | 89    | 0,48  | 1981-1996                                             | 2 Cremonese, 36 Sampdoria, 5 Juventus                                        |
| 5    | Italia (bandiera)                        | Bruno Giordano         | 38   | 77    | 0,49  | 1975-1992                                             | 18 Lazio, 14 Napoli, 4 Ascoli, 2 Bologna                                     |
| 5    | Italia (bandiera)                        | Paolo Pulici           | 38   | 92    | 0,41  | 1967-1985                                             | 29 Torino, 9 Fiorentina                                                      |
| 7    | Italia (bandiera)                        | Pietro Anastasi        | 36   | 79    | 0,46  | 1966-1981                                             | 1 Varese, 29 Juventus, 6 Inter                                               |
| 7    | Italia (bandiera)                        | Roberto Baggio         | 36   | 84    | 0,43  | 1982-2004                                             | 2 Lanerossi Vicenza, 15 Fiorentina, 14 Juventus, 3 Milan, 1 Bologna, 1 Inter |
| 9    | Italia (bandiera)                        | Roberto Mancini        | 33   | 120   | 0,43  | 1981-2000                                             | 26 Sampdoria, 7 Lazio                                                        |
| 10   | Italia (bandiera)                        | Gigi Riva              | 32   | 43    | 0,74  | 1963-1976                                             | 32 Cagliari                                                                  |
| 11   | Italia (bandiera)                        | Roberto Pruzzo         | 30   | 68    | 0,44  | 1973-1989                                             | 10 Genoa, 20 Roma                                                            |
| 12   | Argentina (bandiera)                     | Diego Armando Maradona | 29   | 44    | 0,66  | 1984-1991                                             | 29 Napoli                                                                    |
| 13   | Italia (bandiera)                        | Andrea Carnevale       | 28   | 73    | 0,38  | 1979-1996                                             | 4 Reggiana, 7 Udinese, 12 Napoli, 5 Roma                                     |
| 13   | Italia (bandiera)                        | Gianni Rivera          | 28   | 74    | 0,38  | 1958-1979                                             | 28 Milan                                                                     |
| 15   | Italia (bandiera)                        | Francesco Graziani     | 27   | 86    | 0,31  | 1970-1988                                             | 1 Arezzo, 17 Torino, 4 Fiorentina, 4 Roma, 1 Udinese                         |
| 16   | Italia (bandiera)                        | Pierino Prati          | 26   | 56    | 0,46  | 1966-1978                                             | 13 Milan, 13 Roma                                                            |
| 16   | Italia (bandiera)                        | Aldo Serena            | 26   | 64    | 0,41  | 1978-1993                                             | 2 Bari, 10 Inter, 6 Milan, 8 Juventus                                        |
| 18   | Italia (bandiera)                        | Giuseppe Damiani       | 26   | 75    | 0,35  | 1968-1986                                             | 3 Lanerossi Vicenza, 7 Napoli, 6 Juventus, 4 Genoa, 6 Milan                  |
| 19   | Argentina (bandiera)                     | Gabriel Batistuta      | 25   | 41    | 0,61  | 1991-2003                                             | 24 Fiorentina, 1 Roma                                                        |
| 19   | Italia (bandiera)                        | Antonio Di Natale      | 25   | 43    | 0,58  | 1996-1997, 1999-2016                                  | 6 Empoli, 19 Udinese                                                         |
| 19   | Italia (bandiera)                        | Sandro Tovalieri       | 25   | 54    | 0,46  | 1982-1989, 1990-2000                                  | 3 Arezzo, 8 Roma, 3 Avellino, 2 Ancona, 2 Atalanta, 3 Reggiana, 4 Sampdoria  |
| 19   | Italia (bandiera)                        | Alessandro Del Piero   | 25   | 56    | 0,45  | 1991-2012                                             | 25 Juventus                                                                  |
| 23   | Italia (bandiera)                        | Luciano Chiarugi       | 24   | 70    | 0,34  | 1965-1981                                             | 13 Fiorentina, 10 Milan, 1 Napoli                                            |
| 23   | Italia (bandiera)                        | David Di Michele       | 24   | 56    | 0,43  | 1994-1995, 1996-2008, 2009-2015                       | 1 Foggia, 8 Salernitana, 10 Udinese, 3 Reggina, 1 Torino, 1 Chievo           |
| 23   | Italia (bandiera)                        | Francesco Flachi       | 24   | 46    | 0,52  | 1994-2010                                             | 2 Bari, 1 Fiorentina, 21 Sampdoria                                           |
| 23   | Italia (bandiera)                        | Ruggiero Rizzitelli    | 24   | 52    | 0,46  | 1984-1996, 1998-2001                                  | 4 Cesena, 17 Roma, 1 Torino, 2 Piacenza                                      |
| 23   | Italia (bandiera)                        | Alessandro Mazzola     | 24   | 80    | 0,30  | 1960-1977                                             | 24 Inter                                                                     |
| 28   | Italia (bandiera)                        | Aldo Boffi             | 23   | 25    | 0,92  | 1935-1943                                             | 1 Seregno, 22 Milano                                                         |
| 28   | Italia (bandiera)                        | Giampaolo Pazzini      | 23   | 39    | 0,59  | 2003-2018, 2018-2020                                  | 3 Atalanta, 9 Fiorentina, 7 Sampdoria, 3 Milan, 1 Verona                     |
| 28   | Italia (bandiera)                        | Egidio Calloni         | 23   | 47    | 0,49  | 1970-1971, 1972-1982                                  | 2 Varese, 16 Milan, 1 Verona, 4 Palermo                                      |
| 28   | Italia (bandiera)                        | Maurizio Iorio         | 23   | 51    | 0,45  | 1976-1993                                             | 1 Torino, 4 Ascoli, 3 Bari, 5 Roma, 7 Verona, 2 Fiorentina, 1 Genoa          |
| 28   | Italia (bandiera)                        | Paolo Monelli          | 23   | 59    | 0,39  | 1978-1993                                             | 1 Monza, 13 Fiorentina, 1 Lazio, 7 Bari, 1 Pescara                           |
| 28   | Italia (bandiera) · Brasile (bandiera)   | José Altafini          | 23   | 60    | 0,38  | 1958-1976                                             | 9 Milan, 11 Napoli, 3 Juventus                                               |
| 28   | Italia (bandiera)                        | Alberto Bigon          | 23   | 93    | 0,25  | 1964-1984                                             | 3 Padova, 19 Milan, 1 Lazio                                                  |
| 35   | Italia (bandiera)                        | Felice Evacuo          | 22   | 24    | 0,92  | 2001-2002, 2005-2006, 2007-2009, 2010-2016, 2017-2021 | 1 Avellino, 12 Benevento, 3 Spezia, 2 Novara, 4 Trapani                      |
| 35   | Italia (bandiera) · Argentina (bandiera) | Omar Sívori            | 22   | 24    | 0,92  | 1957-1969                                             | 22 Juventus                                                                  |
| 35   | Italia (bandiera)                        | Sergio Magistrelli     | 22   | 58    | 0,38  | 1968-1983                                             | 3 Como, 2 Atalanta, 3 Palermo, 7 Sampdoria, 7 Lecce                          |
| 35   | Italia (bandiera)                        | Maurizio Ganz          | 22   | 69    | 0,32  | 1986-2005                                             | 4 Monza, 2 Brescia, 7 Atalanta, 3 Inter, 2 Milan, 4 Ancona                   |
| 35   | Italia (bandiera)                        | Roberto Bettega        | 22   | 76    | 0,29  | 1969-1983                                             | 22 Juventus                                                                  |
| 40   | Italia (bandiera)                        | Gianfranco Petris      | 21   | 25    | 0,84  | 1958-1966                                             | 8 Torino, 13 Fiorentina                                                      |
| 40   | Argentina (bandiera)                     | Hernán Crespo          | 21   | 35    | 0,60  | 1996-2003, 2004-2005, 2006-2012                       | 10 Parma, 4 Lazio, 1 Milan, 6 Inter                                          |
| 40   | Brasile (bandiera)                       | Sergio Clerici         | 21   | 60    | 0,35  | 1960-1978                                             | 6 Lecco, 7 Bologna, 1 Atalanta, 4 Fiorentina, 2 Napoli, 1 Lazio              |
| 40   | Italia (bandiera)                        | Agostino Di Bartolomei | 21   | 82    | 0,26  | 1972-1988                                             | 1 Lanerossi Vicenza, 15 Roma, 5 Milan                                        |
| 44   | Italia (bandiera)                        | Romeo Benetti          | 20   | 92    | 0,22  | 1986-1987, 1988-2004                                  | 1 Palermo, 6 Juventus, 2 Sampdoria, 9 Milan, 2 Roma                          |
| 44   | Italia (bandiera)                        | Giorgio Braglia        | 20   | 43    | 0,47  | 1967-1978                                             | 3 Modena, 2 Fiorentina, 9 Napoli, 6 Milan                                    |
| 44   | Italia (bandiera)                        | Marco Ferrante         | 20   | 39    | 0,51  | 1988-2007                                             | 4 Pisa, 2 Napoli, 1 Piacenza, 1 Perugia, 9 Torino, 2 Catania, 1 Ascoli       |
| 44   | Italia (bandiera)                        | Giuseppe Giannini      | 20   | 82    | 0,24  | 1981-1996, 1997-1999                                  | 19 Roma, 1 Napoli                                                            |
| 44   | Italia (bandiera)                        | Massimo Palanca        | 20   | 42    | 0,48  | 1974-1984, 1986-1990                                  | 20 Catanzaro                                                                 |
| 44   | Italia (bandiera)                        | Stefan Schwoch         | 20   | 39    | 0,51  | 1996-2008                                             | 1 Ravenna, 4 Napoli, 8 Torino, 7 Vicenza                                     |
| 50   | Italia (bandiera)                        | Dario Hübner           | 19   | 31    | 0,61  | 1992-2004                                             | 8 Cesena, 10 Brescia, 1 Piacenza                                             |
| 50   | Italia (bandiera)                        | Cosimo Francioso       | 19   | 34    | 0,56  | 1987-1989, 1991, 1993-1994, 1995-2002, 2003-2004      | 1 Avellino, 1 Barletta, 1 Lecce, 2 Ravenna, 12 Genoa, 2 Brindisi             |
| 50   | Italia (bandiera)                        | Igor Protti            | 19   | 39    | 0,49  | 1987-1998, 2001-2005                                  | 8 Livorno, 4 Messina, 5 Bari, 2 Napoli                                       |
| 50   | Austria (bandiera)                       | Walter Schachner       | 19   | 39    | 0,49  | 1981-1988                                             | 3 Cesena, 14 Torino, 2 Avellino                                              |
| 50   | Italia (bandiera)                        | Giuseppe Signori       | 19   | 47    | 0,40  | 1986-1987, 1988-2004                                  | 1 Foggia, 16 Lazio, 2 Bologna                                                |
| 50   | Italia (bandiera)                        | Nello Saltutti         | 19   | 56    | 0,34  | 1966-1982                                             | 6 Foggia, 2 Fiorentina, 8 Sampdoria, 2 Pistoiese, 1 Perugia                  |
| 50   | Italia (bandiera)                        | Franco Causio          | 19   | 113   | 0,17  | 1966-1988                                             | 13 Juventus, 5 Udinese, 1 Inter                                              |

## Classifica dei marcatori della Coppa Italia in attività
Di seguito vi è la classifica dei primi 10 marcatori che disputano la Coppa Italia 2025-2026.
| Pos. | Naz.                 | Nome              | Reti | Pres. | Media | Anni                                   | Squadre                                          |
| ---- | -------------------- | ----------------- | ---- | ----- | ----- | -------------------------------------- | ------------------------------------------------ |
| 1    | Argentina (bandiera) | Paulo Dybala      | 13   | 33    | 0,39  | 2012-                                  | 11 Juventus, 2 Roma*                             |
| 2    | Italia (bandiera)    | Ciro Immobile     | 12   | 28    | 0,43  | 2008-2014, 2016-2024, 2025-            | 1 Siena, 1 Torino, 10 Lazio*                     |
| 3    | Italia (bandiera)    | Gianluca Scamacca | 9    | 11    | 0,82  | 2017-2018, 2019-2022, 2023-            | 4 Ascoli, 4 Genoa, 1 Atalanta*                   |
| 3    | Perù (bandiera)      | Gianluca Lapadula | 9    | 17    | 0,50  | 2009-2011, 2012-2013, 2014-            | 1 Cesena, 2 Teramo, 1 Genoa, 2 Lecce, 3 Cagliari |
| 3    | Serbia (bandiera)    | Dušan Vlahović    | 9    | 23    | 0,39  | 2018-                                  | 5 Fiorentina, 4 Juventus*                        |
| 6    | Italia (bandiera)    | Alberto Cerri     | 8    | 15    | 0,53  | 2012-                                  | 1 SPAL, 4 Perugia, 3 Cagliari                    |
| 6    | Italia (bandiera)    | Riccardo Orsolini | 8    | 16    | 0,50  | 2015-                                  | 8 Bologna*                                       |
| 6    | Spagna (bandiera)    | Álvaro Morata     | 8    | 17    | 0,47  | 2014-2016, 2020-2022, 2024-2025, 2025- | 8 Juventus                                       |
| 6    | Argentina (bandiera) | Lautaro Martínez  | 8    | 21    | 0,38  | 2018-                                  | 8 Inter*                                         |
| 6    | Italia (bandiera)    | Andrea Belotti    | 8    | 23    | 0,35  | 2011-2025, 2025-                       | 7 Torino, 1 Roma                                 |

## Classifica dei marcatori di Coppa Italia con un'unica squadra
In grassetto sono indicati i calciatori tuttora militanti in Coppa Italia con la squadra in oggetto.
| Pos. | Nazione              | Nome                   | Reti | Pres. | Medie | Anni                 | Squadra   |
| ---- | -------------------- | ---------------------- | ---- | ----- | ----- | -------------------- | --------- |
| 1    | Italia (bandiera)    | Alessandro Altobelli   | 46   | 80    | 0,58  | 1977-1988            | Inter     |
| 2    | Italia (bandiera)    | Roberto Boninsegna     | 36   | 55    | 0,65  | 1969-1976            | Inter     |
| 2    | Italia (bandiera)    | Gianluca Vialli        | 36   | 67    | 0,54  | 1984-1992            | Sampdoria |
| 4    | Italia (bandiera)    | Gigi Riva              | 32   | 43    | 0,74  | 1963-1976            | Cagliari  |
| 5    | Argentina (bandiera) | Diego Armando Maradona | 29   | 44    | 0,66  | 1984-1991            | Napoli    |
| 5    | Italia (bandiera)    | Pietro Anastasi        | 29   | 51    | 0,57  | 1968-1976            | Juventus  |
| 5    | Italia (bandiera)    | Paolo Pulici           | 29   | 72    | 0,40  | 1967-1982            | Torino    |
| 8    | Italia (bandiera)    | Gianni Rivera          | 28   | 72    | 0,39  | 1960-1979            | Milan     |
| 9    | Italia (bandiera)    | Giuseppe Savoldi       | 27   | 57    | 0,47  | 1968-1975, 1979-1980 | Bologna   |
| 10   | Italia (bandiera)    | Roberto Mancini        | 26   | 98    | 0,27  | 1982-1997            | Sampdoria |

## Record di gol per squadra
| Club                   | Nome                       | Reti | Periodo                       |
| ---------------------- | -------------------------- | ---- | ----------------------------- |
| Abbiategrasso          | ?                          | ?    | 1926-1927                     |
| Acireale               | Fabio Favi                 | 1    | 1993-1995                     |
| Acireale               | Fabio Lucidi               | 1    | 1993-1995                     |
| Acireale               | Alessandro Nigro           | 1    | 2004-2005                     |
| Acireale               | Giuseppe Quintoni          | 1    | 2004-2005                     |
| Acqui                  | Ettore Pesce               | 4    | 1937-1940                     |
| Agrigento              | Sabbioni                   | 1    | 1939-1940                     |
| Albalonga              | Claudio Corsetti           | 1    | 2018-2019                     |
| Alba Roma              | Fausto Sciamanna           | 1    | 1939-1940                     |
| AlbinoLeffe            | Andrea Rabito              | 3    | 2006-2007                     |
| AlbinoLeffe            | Omar Torri                 | 3    | 2007-2008 2009-2012           |
| Alessandria            | Renato Cattaneo            | 8    | 1926-1927 1938-1939           |
| Alfa Romeo             | Bruno Bianchi              | 1    | 1940-1941                     |
| Alfa Romeo             | Fortunato Galli            | 1    | 1939-1941                     |
| AltoVicentino          | Marco Roveretto            | 1    | 2014-2015                     |
| AltoVicentino          | Martin Cristian Trinchieri | 1    | 2016-2017                     |
| Alzano Virescit        | Giacomo Ferrari            | 3    | 1998-2001                     |
| Alzano Virescit        | Massimiliano Memmo         | 3    | 1998-2000                     |
| Amatori Bologna        | Leonino Baratella          | 1    | 1940-1941                     |
| Amatori Bologna        | Guerrino Cocchi            | 1    | 1940-1941                     |
| Ampelea                | Mario Parovel              | 1    | 1937-1941                     |
| Ancona                 | Luigi Torti                | 12   | 1938-1941 1942-1943           |
| Andrea Doria           | Gipo Poggi                 | 4    | 1926-1927                     |
| Montevarchi            | Riccardo Beretta           | 2    | 1935-1936                     |
| Montevarchi            | Loretti                    | 2    | 1987-1989                     |
| Montevarchi            | Vinicio Targioni           | 2    | 1939-1941                     |
| Ardens                 | ?                          | 1    | 1939-1940                     |
| Arezzo                 | Leonardo Gambaro           | 6    | 1940-1941                     |
| Armando Diaz Bisceglie | Luciano Degara             | 8    | 1939-1941                     |
| Arsa                   | Mario Bonivento            | 2    | 1938-1939                     |
| Ascoli                 | Giuseppe Greco             | 9    | 1981-1984 1985 1986-1988      |
| Asti                   | Renato Cattaneo            | 2    | 1937-1938                     |
| Atalanta               | Andrea Lazzari             | 10   | 2002-2006                     |
| Atletico Roma          | Emanuele Padella           | 1    | 2010-2011                     |
| Audace Cerignola       | Baggiani                   | 1    | 1936-1937                     |
| Audace Cerignola       | Luigi Cuppone              | 1    | 2024-                         |
| Audace Cerignola       | Alfredo Devivi             | 1    | 1936-1937                     |
| Audace Cerignola       | Michele Giancaspero        | 1    | 1936-1937                     |
| Audace Cerignola       | Gino Marazza               | 1    | 1935-1937                     |
| Audace SME             | Antonio Barbieri           | 3    | 1937-1940                     |
| Aullese                | Giambastiani               | 1    | 1940-1941                     |
| Avellino               | Beniamino Vignola          | 7    | 1980-1983                     |
| Bacoli Sibilla Flegrea | Andrea Avolio              | 1    | 2008-2009                     |
| Bacoli Sibilla Flegrea | Thomas Di Nolfo            | 1    | 2008-2009                     |
| Ilva Bagnolese         | Marotta                    | 3    | 1940-1941                     |
| Baracca Lugo           | Luigi Dalle Vacche         | 2    | 1937-1939                     |
| Baracca Lugo           | Mezzogori                  | 2    | 1938-1940                     |
| Baracca Lugo           | Saguatti                   | 2    | 1936-1937                     |
| Baratta Battipaglia    | Vincenzo Margiotta         | 2    | 1940-1941                     |
| Bari                   | Gabriele Messina           | 6    | 1983-1984                     |
| Bari                   | Paolo Monelli              | 6    | 1988-1990                     |
| Bari                   | Lucio Mujesan              | 6    | 1967-1968 1971-1972           |
| Bari                   | Gionatha Spinesi           | 6    | 1998-2004                     |
| Barletta               | Gaetano Romano             | 2    | 2008-2009                     |
| Bassano Virtus         | Tommy Maistrello           | 3    | 2014-2017                     |
| Benevento              | Felice Evacuo              | 12   | 2008-2011 2013-2014           |
| Biellese               | Luciano Degara             | 8    | 1937-1941                     |
| AC Bologna             | ?                          | ?    | 1926-1927                     |
| Bologna                | Giuseppe Savoldi           | 27   | 1968-1975 1979-1980           |
| Brescello              | Massimo Borgobello         | 2    | 1997                          |
| Brescello              | Emiliano Centanni          | 2    | 1997-1998                     |
| Brescello              | Arnaldo Franzini           | 2    | 1997-1998                     |
| Brescia                | Dario Hübner               | 10   | 1997-2001                     |
| Brindisi               | Vincenzo Marino            | 4    | 1974-1975                     |
| Cagliari               | Gigi Riva                  | 32   | 1963-1976                     |
| Campania               | Antonio Arena              | 1    | 1983-1984                     |
| Campania               | Vincenzo Liguori           | 1    | 1983-1984                     |
| Campania               | Orazio Sorbello            | 1    | 1983-1984                     |
| Campobasso             | Oscar Tacchi               | 5    | 1982-1985                     |
| Campodarsego           | Giuseppe Meloni            | 2    | 2016                          |
| Cantieri Tosi          | Castelli                   | 1    | 1936-1937                     |
| Cantù                  | Giuseppe Frigerio          | 2    | 1937-1940                     |
| Caratese               | Ansperto Consonni          | 2    | 1938-1940                     |
| Carbosarda             | Giulio Smenghi             | 3    | 1958-1959                     |
| Caronnese              | Denis Mair                 | 1    | 2016-2017                     |
| Carpenedolo            | Luca Galuppi               | 1    | 2006-2007                     |
| Carpi                  | Fabio Concas               | 4    | 2011-2015 2016-2019           |
| Carpi                  | Michele Vano               | 4    | 2018-2021                     |
| Carrarese              | Augusto Bugliani           | 2    | 1940-1941                     |
| Carrarese              | Marco Cacciatori           | 2    | 1983-1985                     |
| Carrarese              | Davide Del Nero            | 2    | 1983-1985                     |
| Casale                 | Guerrino Marini            | 5    | 1940-1941                     |
| Casalini               | Giuseppe Antolini          | 4    | 1939-1941                     |
| Casarano               | Samon Reider Rodríguez     | 2    | 2020-2021                     |
| Casertana              | Giampiero Alivernini       | 3    | 1983-1984                     |
| Casertana              | Carmine Esposito           | 3    | 1990-1993                     |
| Casertana              | Salvatore Ianniello        | 3    | 1983-1987                     |
| Casertana              | Davide Ricci               | 3    | 1985-1988                     |
| Castel di Sangro       | Alberto Bernardi           | 2    | 1997-1999                     |
| Castel di Sangro       | Emanuele Tresoldi          | 2    | 1997-1999                     |
| Castel Rigone          | Dario Pietro Tranchitella  | 1    | 2011-2012                     |
| Castellarano           | Mauro Mayer                | 1    | 2008-2009                     |
| Castelsardo            | Francesco Paolo Tribuna    | 1    | 2008-2009                     |
| Catania                | Takayuki Morimoto          | 5    | 2006-2011 2012-2013           |
| Catania                | Nicolò Nicolosi            | 5    | 1935-1937 1939-1940           |
| Catanzaro              | Massimo Palanca            | 20   | 1974-1984 1986-1990           |
| Cavese                 | Bartolomeo Di Michele      | 3    | 1982-1985                     |
| Cavese                 | Antonio Schetter           | 3    | 2005-2007 2009-2011           |
| Cecina                 | Alessandro Corsi           | 1    | 1939-1940                     |
| Cecina                 | Fommei II                  | 1    | 1939-1940                     |
| Celano                 | Maikol Negro               | 1    | 2008-2009                     |
| Centese                | Gianfranco Bramini         | 1    | 1987-1988                     |
| Cesena                 | Dario Hübner               | 8    | 1992-1997                     |
| Cesena                 | Pasquale Traini            | 8    | 1985-1989                     |
| Chieri                 | Matteo Pautassi            | 1    | 2018-2019                     |
| Chieti                 | Federico Olivieri          | 2    | 1958-1959                     |
| Chievo                 | Sergio Pellissier          | 5    | 2000-2001 2002-2019           |
| Chioggia Sottomarina   | Emmanuel Rizzi             | 1    | 2008-2009                     |
| Cirio                  | Elia Fiorini               | 1    | 1958-1959                     |
| Cittadella             | Giulio Bizzotto            | 5    | 2014-2016 2017-2018 2018-2019 |
| Civitavecchiese        | Carlo Pronzati             | 4    | 1935-1939                     |
| Codogno                | ?                          | ?    | ?                             |
| Como                   | Egidio Notaristefano       | 7    | 1983-1990                     |
| Como                   | Enrico Todesco             | 7    | 1976-1978, 1983-1989          |
| Corniglianese          | Rossini                    | 2    | 1926-1927                     |
| Corradini Suzzara      | Orazio Zecchi              | 1    | 1940-1941                     |
| Cosenza                | Luigi Marulla              | 5    | 1983-1984 1989-1997           |
| CRDA Monfalcone        | Calligaris                 | 5    | 1938-1940                     |
| Crema                  | Giuseppe Cadregari         | 5    | 1935-1940                     |
| Cremonese              | Giancarlo Finardi          | 6    | 1977-1978 1981-1987           |
| Cremonese              | Riccardo Maspero           | 6    | 1988-1994 1995-1997           |
| Crotone                | Camillo Ciano              | 3    | 2011-2013 2014-2015           |
| Crotone                | Ivan Jurić                 | 3    | 2001-2003 2004-2006           |
| Cuneo                  | Riccardo Paschiero         | 2    | 1938-1941                     |
| Cuneo                  | Riccardo Pellini           | 2    | 1939-1941                     |
| Cusiana                | Raffaele Corbetta          | 2    | 1937-1938                     |
| Cusiana                | Guido Fovana               | 2    | 1937-1940                     |
| Cusiana                | Vittorio Ghirlanda         | 2    | 1939-1941                     |
| Derthona               | Carlo Battegazzorre        | 2    | 1936-1938                     |
| Edera Trieste          | Mario Bonivento            | 1    | 1926-1927                     |
| Edera Trieste          | Mario Malatesta            | 1    | 1926-1927                     |
| Empoli                 | Francesco Tavano           | 10   | 2001-2006 2011-2015           |
| Este                   | Matteo Bedin               | 1    | 2010-2011                     |
| Faenza                 | Karl Kelchen               | 1    | 1926-1927                     |
| Falck                  | 8 calciatori               | 1    | -                             |
| Fanfulla               | Giordano Bussola           | 3    | 1936-1937                     |
| Fanfulla               | Giuseppe Malinverno        | 3    | 1935-1937                     |
| Fanfulla               | Giuseppe Zuccotti          | 3    | 1936-1937                     |
| Fano                   | Bruno Bedosti              | 3    | 1935-1938                     |
| Fasano                 | Vincenzo Corvino           | 2    | 2019-2020                     |
| FEDIT                  | Gaetano Gaeta              | 4    | 1958-1959                     |
| Feralpisalò            | Simone Guerra              | 3    | 2015-2019, 2022-2023          |
| Fermana                | Massimiliano Fanesi        | 2    | 1999-2000                     |
| Fermana                | Andrea Pandolfi            | 2    | 1999-2000                     |
| FIAT                   | Giuseppe Godino            | 1    | 1938-1939                     |
| FIAT                   | Luigi Musso                | 1    | 1938-1939                     |
| FIAT                   | Luigi Talamo               | 1    | 1938-1939                     |
| Fidelis Andria         | Oberdan Biagioni           | 3    | 1996-1998                     |
| Fidelis Andria         | Roberto Cappellacci        | 3    | 1991-1998                     |
| Fidelis Andria         | Vittorio Insanguine        | 3    | 1991-1994                     |
| Fidelis Andria         | Fabrizio Mastini           | 3    | 1991-1994                     |
| Fidelis Andria         | Vincenzo Palumbo           | 3    | 1995-1998                     |
| Figline                | Jacopo Fanucchi            | 1    | 2009-2010                     |
| Fiorente               | Macciò                     | 1    | 1926-1927                     |
| Fiorente               | Giovanni Pavanello         | 1    | 1926-1927                     |
| Fiorentina             | Gabriel Batistuta          | 24   | 1991-2000                     |
| Fiorenzuola            | Claudio Clementi           | 4    | 1994-1996                     |
| Fiumana                | Rodolfo Volk               | 14   | 1935-1942                     |
| Foggia                 | Cosimo Nocera              | 9    | 1960-1969                     |
| Foligno                | 13 calciatori              | 1    | -                             |
| Forlì                  | Amedeo Cavina              | 3    | 1922                          |
| Forlì                  | Elvezio Ortali             | 3    | 1936-1940                     |
| Forlimpopoli           | 10 calciatori              | 1    | -                             |
| Forte dei Marmi        | Piccioli                   | 1    | 1940-1941                     |
| Fortitudo Trieste      | Fortunato Spazzapan        | 1    | 1936-1937                     |
| Francavilla            | Sandro Magnini             | 2    | 1984-1985                     |
| Francavilla            | Bruno Nobili               | 2    | 1984-1985                     |
| Frosinone              | Daniel Ciofani             | 4    | 2013-2019                     |
| Gallaratese            | Giovanni Candiani          | 2    | 1935-1936                     |
| Gallipoli              | Giuseppe Russo             | 2    | 2008-2009                     |
| Gelbison               | Oumar Coulibaly            | 1    | 2020-2021                     |
| Genoa                  | Cosimo Francioso           | 11   | 1998-2002                     |
| Genovese               | Cenci                      | 1    | 1926-1927                     |
| Genovese               | Gandolfo                   | 1    | 1926-1927                     |
| Gerli                  | Borroni                    | 1    | 1939-1940                     |
| Giana Erminio          | Adriano Marzeglia          | 1    | 2018                          |
| Giana Erminio          | Fabio Perna                | 1    | 2017-2019                     |
| Giarre                 | Francesco Macrì            | 2    | 1990-1991 1993-1994           |
| Giugliano              | Nunzio Di Roberto          | 1    | 2005-2006                     |
| Giulianova             | Alessio Campagnaccio       | 1    | 2009-2010                     |
| Giulianova             | Paolo Carbonaro            | 1    | 2009-2010                     |
| Grion Pola             | Piero Bortoletti           | 1    | 2009-2010                     |
| Grion Pola             | Nicolò Curto               | 1    | 1935-1941                     |
| Grion Pola             | Carlo Stetka               | 1    | 1938-1940                     |
| Grion Pola             | Trevisan                   | 1    | 2009-2010                     |
| Grosseto               | Ferdinando Sforzini        | 4    | 2008-2009 2011-2013           |
| Gualdo                 | Raffaele Costantino        | 2    | 1998-2000                     |
| Gualdo                 | Francesco Micciola         | 2    | 1998-2000                     |
| Gubbio                 | Niccolò Giannetti          | 3    | 2011-2012                     |
| Guidonia               | Manuel Vittorini           | 1    | 2010-2011                     |
| Ilva Savona            | ?                          | ?    | 1940-1941                     |
| Imolese                | 8 calciatori               | 1    | -                             |
| Imperia                | Giovanni Cappanera         | 4    | 1938-1939                     |
| Inter                  | Alessandro Altobelli       | 46   | 1977-1988                     |
| Italia Padova          | Benetello                  | 1    | 1926-1927                     |
| Jesi                   | Vincenzo Mancinelli        | 4    | 1936-1939                     |
| Juventus               | Pietro Anastasi            | 29   | 1968-1976                     |
| Juventus Domo          | Bruno Torricelli           | 4    | 1940-1941                     |
| Juventus Domo          | Giovanni Toscano           | 4    | 1940-1941                     |
| Juventus Italia        | Gian Antonio Maggi         | 4    | 1922                          |
| Juventus Siderno       | Pasquale Gaetano           | 2    | 1938-1939                     |
| Juve Stabia            | Alessandro Andreini        | 3    | 1938-1939                     |
| Juve Stabia            | Stefano Del Sante          | 3    | 2016-2017                     |
| Juve Stabia            | Davide Di Nicola           | 3    | 1999-2000                     |
| Juve Stabia            | Daniele Paponi             | 3    | 2017-2019                     |
| L’Aquila               | Luigi Lessi                | 9    | 1935-1938                     |
| Latina                 | Daniele Paponi             | 1    | 2015-2016                     |
| Latina                 | Stefano Pettinari          | 1    | 2014-2015                     |
| Latina                 | Nicola Talamo              | 1    | 2014-2016                     |
| Latte Dolce            | Daniele Bianchi            | 1    | 2020-2021                     |
| Lazio                  | Bruno Giordano             | 18   | 1975-1985                     |
| Lecce                  | Pedro Pasculli             | 8    | 1985-1992                     |
| Lecco                  | Sergio Clerici             | 6    | 1960-1966                     |
| Leffe                  | Claudio Balesini           | 2    | 1993-1994                     |
| Legnano                | Natale Cereda              | 5    | 1937-1940                     |
| Licata                 | Ciro Donnarumma            | 2    | 1988-1989                     |
| Licata                 | Francesco La Rosa          | 2    | 1988-1990                     |

| Club                       | Nome                     | Reti | Periodo                            |
| -------------------------- | ------------------------ | ---- | ---------------------------------- |
| Libertas Venezia           | ?                        | ?    | 1926-1927                          |
| Liguria                    | Benedetto Stella         | 5    | 1939-1942                          |
| Livorno                    | Bruno Arcari             | 8    | 1936-1939                          |
| Livorno                    | Igor Protti              | 8    | 1987-1988 2001-2005                |
| Lucchese                   | Armando Bonino           | 6    | 1922                               |
| Lumezzane                  | Roberto Inglese          | 5    | 2010-2013                          |
| Maceratese                 | Francesco Baldoni        | 4    | 1939-1941                          |
| Maceratese                 | Renato Belelli           | 4    | 1938-1940                          |
| Manfredonia                | Stefano Trinchera        | 2    | 2005-2006                          |
| Manlio Cavagnaro           | Riccardo Fossati         | 8    | 1935-1940                          |
| Mantova                    | Ettore Recagni           | 7    | 1958-1959 1960-1964                |
| Marsala                    | Giovanni Biagi           | 1    | 1958-1959                          |
| Marsala                    | Giovanni Marin           | 1    | 1958-1959                          |
| Martina                    | Daniel Pedro Minorelli   | 1    | 2005-2007                          |
| Martina                    | Orazio Liberato Mitri    | 1    | 2003-2004 2005-2006                |
| Marzotto Valdagno          | Pietro Biagioli          | 4    | 1958                               |
| Marzotto Valdagno          | Germano Zanca            | 4    | 1938-1941                          |
| Massese                    | Gesualdo Albanese        | 1    | 1970-1971                          |
| Massese                    | Giuseppe Fichera         | 1    | 1970-1971                          |
| MATER                      | Armando Preti            | 8    | 1936-1941 1942-1943                |
| MATER                      | Otello Trombetta         | 8    | 1937-1940                          |
| Matera                     | Gaston Corado            | 1    | 2017-2018                          |
| Matera                     | Giuseppe Giovinco        | 1    | 2017-2018                          |
| Meda                       | Luigi Bianchi            | 2    | 1940-1941                          |
| Melzo                      | Livio Colombo            | 1    | 1937-1938                          |
| Messina                    | Salvatore Schillaci      | 7    | 1985-1989                          |
| Mestrina                   | 6 calciatori             | 1    | -                                  |
| Milan                      | Gianni Rivera            | 28   | 1960-1979                          |
| US Milanese                | ?                        | ?    | 1926-1927                          |
| Modena                     | Roberto Belinazzi        | 9    | 1975-1978                          |
| Modena                     | Vittorio Sentimenti      | 9    | 1936-1941                          |
| Molassana                  | ?                        | ?    | 1922                               |
| Molfetta                   | Giuseppe Calò            | 5    | 1936-1937                          |
| Molfetta                   | Francesco Jacobbe        | 5    | 1940-1941                          |
| Molinella                  | Gaetano Lupi             | 4    | 1938-1939                          |
| Monopoli                   | Massimo Cerri            | 2    | 1985-1986 1987-1989                |
| Monopoli                   | Daniele Donnarumma       | 2    | 2019-2020                          |
| Monopoli                   | Mauro Meluso             | 2    | 1987-1989                          |
| Monza                      | Luigi Gelosa             | 10   | 1938-1941                          |
| Napoli                     | Diego Armando Maradona   | 29   | 1984-1991                          |
| Nissena                    | Zaverio Puccinelli       | 2    | 1935-1936                          |
| Nocerina                   | Luigi Castaldo           | 2    | 2011-2012                          |
| Nocerina                   | Roberto De Palma         | 2    | 1997-1999                          |
| Novara                     | Pablo Andrés González    | 6    | 2009-2011 2012-2016 2019-2021      |
| Novese                     | Luigi Cevenini           | 3    | 1922                               |
| Oderzo                     | Ugo Gasparinetti         | 1    | 1926-1927                          |
| Officine Meccaniche Milano | Bonora                   | 1    | 1926-1927                          |
| Officine Meccaniche Milano | Camozzi                  | 1    | 1926-1927                          |
| Olginatese                 | Luca Merlo               | 1    | 2014-2015                          |
| Orbetello                  | Luigi Villari            | 2    | 1939-1940                          |
| Padova                     | Sergio Brighenti         | 9    | 1958-1960                          |
| Paganese                   | Maurizio Frediani        | 1    | 1982-1983                          |
| Palazzolo                  | Giovanni Grendene        | 3    | 1940-1941                          |
| Palermo                    | Massimo De Stefanis      | 7    | 1979-1984                          |
| Panaro Modena              | Bertoni                  | 1    | 1926-1927                          |
| Parma                      | Alessandro Melli         | 11   | 1985-1988 1989-1994 1995-1997      |
| Pastore                    | ?                        | ?    | 1922                               |
| Pavia                      | Tommaso Bellazzini       | 2    | 2015-2016                          |
| Pavia                      | Alessandro Cesarini      | 2    | 2015-2016                          |
| Pavia                      | Alessandro Malomo        | 2    | 2015-2016                          |
| Pergocrema                 | Alessandro Andreini      | 1    | 2008-2009                          |
| Pergocrema                 | Michele Tarallo          | 1    | 2008-2010                          |
| Perugia                    | Mario Scarpa             | 6    | 1973-1978                          |
| Pescara                    | Bruno Nobili             | 7    | 1974-1982                          |
| Pescara                    | Tita                     | 7    | 1988-1989                          |
| Petrarca                   | ?                        | ?    | 1926-1927                          |
| Piacenza                   | Daniele Cacia            | 9    | 2000-2002 2003-2008 2010-2011 2019 |
| Pinerolo                   | Marco Lorini             | 2    | 1939-1941                          |
| Pirelli                    | Pilotta                  | 2    | 1940-1941                          |
| Pirelli                    | Pozzi                    | 2    | 1940-1941                          |
| Pisa                       | Wim Kieft                | 11   | 1983-1986                          |
| Pistoiese                  | János Nehadoma           | 5    | 1926-1927                          |
| Pizzighettone              | Michele Piccolo          | 1    | 2005-2006                          |
| Ponsacco                   | Muhamed Tehe Olawale     | 1    | 2019-2020                          |
| Pontedera                  | Indro Cenci              | 4    | 1936-1938                          |
| Pontisola                  | Niccolò Crotti           | 2    | 2012-2014                          |
| Pontisola                  | Stefano Salandra         | 2    | 2012-2014                          |
| Ponziana                   | Marino Covacich          | 2    | 1939-1941                          |
| Ponziana                   | Guerrino Faini           | 2    | 1937-1938 1940-1941                |
| Ponziana                   | Paolo Miot               | 2    | 1937-1939                          |
| Ponziana                   | Tullio Tarlao            | 2    | 1939-1941                          |
| Pordenone                  | Salvatore Burrai         | 4    | 2016-2020                          |
| Portogruaro                | Marco Cunico             | 4    | 2008-2009 2010-2013                |
| Potenza                    | Sergio Trevisan          | 4    | 1936-1938 1939-1940                |
| Prato                      | Renato Raccis            | 7    | 1939-1941                          |
| Prato                      | Mario Spagnoli           | 7    | 1938-1941                          |
| Pro Gorizia                | Gaetano Auletta          | 3    | 1938-1941                          |
| Pro Italia                 | Renato Meledandri        | 2    | 1939-1940                          |
| Pro Patria                 | Arnaldo Fasoli           | 6    | 1939-1942                          |
| Pro Piacenza               | Gianluca Barba           | 1    | 2017-2018                          |
| Pro Sesto                  | Matteo Beretta           | 1    | 2008-2009                          |
| Pro Sesto                  | Pasquale Fracassetti     | 1    | 2004-2006 2008-2009                |
| Pro Vasto                  | Antonio Gaeta            | 1    | 2006-2007                          |
| Pro Vercelli               | Carlo Villa              | 6    | 1926-1927                          |
| Rapallo Ruentes            | Claudio Zino             | 3    | 1940-1941                          |
| Ravenna                    | Leonino Baratella        | 7    | 1936-1940                          |
| Ravenna                    | Francesco Cortesi        | 7    | 1936-1941                          |
| Real Marcianise            | Riccardo Innocenti       | 1    | 2008-2009                          |
| Reggiana                   | Giampietro Spagnolo      | 6    | 1968-1973                          |
| Reggiana                   | Flaviano Zandoli         | 6    | 1971-1974 1981-1982                |
| Reggina                    | Julio César de León      | 5    | 2001-2004 2006-2007                |
| Reggina                    | Luigino Vallongo         | 5    | 1967-1970                          |
| Renate                     | Francesco Galuppini      | 2    | 2020-2021                          |
| Renate                     | Guido Gomez              | 2    | 2017-2019                          |
| Rende                      | Gustavo Actis Goretta    | 1    | 2017-2019                          |
| Rezzato                    | Salvatore Bruno          | 1    | 2018-2019                          |
| Rezzato                    | Enrico Geroni            | 1    | 2018-2019                          |
| Rezzato                    | Felipe Sodinha           | 1    | 2018-2019                          |
| Rimini                     | Giordano Cinquetti       | 6    | 1982-1984                          |
| Rivarolese                 | Ettore Battezzati        | 2    | 1922                               |
| Siena                      | Reginaldo                | 5    | 2009-2012 2012-2013                |
| Roma                       | Roberto Pruzzo           | 20   | 1978-1988                          |
| Rovigo                     | Ermenegildo Volpi        | 3    | 1936-1939                          |
| SAFFA Fucecchio            | Ennio Bertoglio          | 1    | 1937-1938                          |
| Salernitana                | David Di Michele         | 8    | 1998-2001                          |
| Sambenedettese             | Francesco Chimenti       | 6    | 1974-1980                          |
| Sampdoria                  | Gianluca Vialli          | 36   | 1984-1992                          |
| Sandonà                    | Nardini                  | 3    | 1939-1940                          |
| Sangiovannese              | Alvaro Lasi              | 4    | 1939-1940                          |
| San Marino                 | Alessandro Cesca         | 2    | 2010-2011                          |
| S.N. Notaresco             | Pablo Ezequiel Banegas   | 1    | 2020-2021                          |
| S.N. Notaresco             | Mateu Dos Santos         | 1    | 2020-2021                          |
| S.N. Notaresco             | Ivan Speranza            | 1    | 2020-2021                          |
| Sanremese                  | Giuseppe Ferrari         | 4    | 1935-1938                          |
| Saronno                    | Umberto Borroni          | 1    | 1926-1927                          |
| Saronno                    | Egisto Chelini           | 1    | 1926-1927                          |
| Saronno                    | Attilio Marcora          | 1    | 1922                               |
| Sassuolo                   | Domenico Berardi         | 4    | 2012-                              |
| Saviglianese               | Ottavio Morino           | 2    | 1939-1940                          |
| Saviglianese               | Rosso                    | 2    | 1939-1940                          |
| Savoia                     | Giulio Negri             | 4    | 1939-1941                          |
| Savoia Marchetti           | Marcora                  | 3    | 1938-1939                          |
| Savona                     | Ettore Allegri           | 4    | 1938-1940                          |
| Savona                     | Adriano Gè               | 4    | 1939-1941                          |
| Schio                      | Reghellin                | 3    | 1939-1940                          |
| Sempre Avanti              | 8 calciatori             | 1    | -                                  |
| Seregno                    | Stefano Ferrari          | 3    | 1938-1941                          |
| Sestri Levante             | ?                        | ?    | 1926-1927                          |
| Signa                      | Giulio Becagli           | 2    | 1940-1941                          |
| Signa                      | Berardi                  | 2    | 1940-1941                          |
| Signa                      | Turiddo Gheri            | 2    | 1937-1938 1940-1941                |
| Signa                      | Sergio Pasquinucci       | 2    | 1935-1937                          |
| Signa                      | Manlio Scaramagli        | 2    | 1936-1938                          |
| Simaz Popoli               | Giuseppe Veronesi        | 5    | 1938-1940                          |
| Siracusa                   | Sergio Peresson          | 2    | 1938-1941                          |
| Sora                       | Vicini                   | 1    | 1939-1940                          |
| Sorrento                   | Horacio Erpen            | 3    | 2010-2011                          |
| SPAL                       | Franco Pezzato           | 12   | 1964-1967 1973-1976 1978-1979      |
| Speranza                   | Vincenzo Poggi           | 1    | 1922                               |
| Spes Genova                | Leone                    | 1    | 1926-1927                          |
| Spezia                     | Giovanni Costanzo        | 7    | 1940-1943                          |
| Stelvio Olona Milano       | Rossoni                  | 1    | 1926-1927                          |
| Südtirol                   | Alessandro Campo         | 3    | 2012-2014                          |
| Südtirol                   | Tommaso Morosini         | 3    | 2018-2020                          |
| Supertessile Rieti         | Chiappolin               | 2    | 1940-1941                          |
| Tamai                      | Enrico Grandin           | 3    | 2011-2012                          |
| Taranto                    | Vittorio Coccolo         | 5    | 1935-1936 1937-1938 1939-1940      |
| Teramo                     | Domenico Marzi           | 2    | 1940-1941                          |
| Teramo                     | Gianluca Lapadula        | 2    | 2014-2015                          |
| Teramo                     | Mirko Petrella           | 2    | 2013-2017                          |
| Ternana                    | Giuseppe Ostromann       | 9    | 1938-1941                          |
| US Torinese                | ?                        | ?    | 1922                               |
| Torino                     | Paolo Pulici             | 29   | 1967-1982                          |
| Torres                     | Patricio Goglino         | 1    | 2024-2025                          |
| Soccer Trani               | Bevilacqua               | 1    | 1940-1941                          |
| Soccer Trani               | Franco Vanzini           | 1    | 1965-1966                          |
| Trapani                    | Aristide Zucchinali      | 6    | 1958-1959                          |
| Trastevere                 | Marco Sfanò              | 1    | 2017-2018, 2020-2021               |
| Trento                     | Carlo Bernardin          | 1    | 1935-1936                          |
| Trento                     | Ermenegildo Filippi      | 1    | 1935-1936                          |
| Trento                     | Luigi Rognini            | 1    | 1935-1936                          |
| Trento                     | Luigi Visintainer        | 1    | 1939-1940                          |
| Treviso                    | Antonio Maran            | 4    | 1938-1939 1940-1941                |
| Triestina                  | Franco De Falco          | 7    | 1982-1987 1988-1989                |
| Tritium                    | Andrea Malgrati          | 1    | 2008-2009 2011-2012                |
| Tritium                    | Adriano Marzeglia        | 1    | 2020-2021                          |
| Turris                     | Salvatore Sibilli        | 1    | 2013-2014                          |
| Tuttocuoio                 | Lorenzo Tempesti         | 2    | 2015-2017                          |
| Udinese                    | Antonio Di Natale        | 19   | 2004-2016                          |
| Vado                       | Virgilio Felice Levratto | 5    | 1922                               |
| Valenzana                  | Luigi Zacchero           | 2    | 1922 1926-1927                     |
| Valpolcevera               | Grasso                   | 5    | 1937-1941                          |
| Varazze                    | Senesi                   | 1    | 1940-1941                          |
| Varese                     | Giacomo Libera           | 5    | 1969-1970 1972-1975                |
| Venezia                    | Juan Antonio Alberti     | 12   | 1938-1943                          |
| Ventimigliese              | Borghino                 | 1    | 1935-1936                          |
| Ventimigliese              | Braccali                 | 1    | 1935-1936                          |
| Ventimigliese              | Aurelio Checchi          | 1    | 1935-1936                          |
| Ventimigliese              | Dutto                    | 1    | 1939-1940                          |
| Verona                     | Giuseppe Galderisi       | 14   | 1982-1986 1988-1989                |
| Viareggio                  | Vasco Lenzi              | 2    | 1935-1937                          |
| Vicenza                    | Alberto Marchetti        | 12   | 1935-1937                          |
| Vico Equense               | Augusto Burgos           | 1    | 2009-2010                          |
| Vico Equense               | Alfonso Trapani          | 1    | 2009-2010                          |
| Vigevano                   | Luigi Uneddu             | 5    | 1937-1938                          |
| Vincenzo Benini            | Giuseppe Pelagatti       | 1    | 1938-1939                          |
| Virescit Bergamo           | Giovanni Cornacchini     | 3    | 1988-1989                          |
| Virtus Bologna             | Dante Baviera            | 1    | 1922                               |
| Virtus Bologna             | De Segner                | 1    | 1922                               |
| Virtus Entella             | Fiore Cò                 | 5    | 1935-1937 1939-1940                |
| Virtus Francavilla         | 6 calciatori             | 1    | -                                  |
| Virtus Lanciano            | Ferreira Pinto           | 3    | 2002-2003                          |
| Vis Pesaro                 | D. Mariani               | 4    | 1938-1939                          |
| Viterbese Castrense        | Jari Vandeputte          | 2    | 2018-2019                          |
| Vogherese                  | Antonio Pastore          | 1    | 1926-1927                          |
| Vola Genova                | Cecchi                   | 1    | 1926-1927                          |
| Vola Genova                | Mario Cottardo           | 1    | 1926-1927                          |
| Vola Genova                | Agostino Isola           | 1    | 1926-1927                          |

## Reti nella finale di Coppa Italia

### Classifica dei marcatori delle finali di Coppa Italia
Di seguito vi è la classifica dei giocatori che hanno realizzato almeno 3 reti nelle finali di Coppa Italia (in gara unica o con sfide di andata e ritorno). L'elenco non tiene ovviamente conto delle edizioni 1967-68, 1968-69 e 1969-70, che non prevedevano la disputa della finale.
- 5  Hernán Crespo (2  Parma, 3  Inter)
- 4  Francesco Totti ( Roma)
- 3  Amedeo Amadei ( Roma)
- 3  Gabriel Batistuta ( Fiorentina)
- 3  Savino Bellini ( Juventus)
- 3  Toninho Cerezo (2  Roma, 1  Sampdoria)
- 3  Julio Ricardo Cruz ( Inter)
- 3  Angelo Domenghini ( Atalanta)
- 3  Stefano Fiore ( Lazio)
- 3  Giuseppe Giannini ( Roma)
- 3  Riza Lushta ( Juventus)
- 3  Roberto Mancini ( Sampdoria)
- 3  Simone Perrotta ( Roma)
- 3  Gianluca Vialli ( Sampdoria)

### A segno con più squadre
- Toninho Cerezo (2  Roma, 1  Sampdoria)
- Hernán Crespo (2  Parma, 3  Inter)
- Pietro Ferraris (1  Ambrosiana-Inter, 1  Torino)
- Roberto Galia (1  Sampdoria, 1  Juventus)
- Valentino Mazzola (1  Venezia, 1  Torino)
- Siniša Mihajlović (1  Roma, 1  Inter)
- Paolo Vanoli (1  Parma, 1  Fiorentina)

### Numero di finali a segno
- 4  Hernán Crespo (2  Parma, 2  Inter)
- 3  Gabriel Batistuta ( Fiorentina)
- 3  Toninho Cerezo (2  Roma, 1  Sampdoria)
- 3  Roberto Mancini ( Sampdoria)
- 3  Simone Perrotta ( Roma)
- 3  Francesco Totti ( Roma)
- 3  Gianluca Vialli ( Sampdoria)

### Triplette in finale
- 1  Amedeo Amadei ( Roma)
- 1  Angelo Domenghini ( Atalanta)
- 1  Giuseppe Giannini ( Roma)
- 1  Riza Lushta ( Juventus)